# José Ángel Egido
Pour les articles homonymes, voir Egido.
José Ángel Egido, né en 1951 à Redondela, province de Pontevedra, Espagne est un acteur espagnol.

## Biographie
Malgré sa réputation qui s'acquiert petit à petit grâce au cinéma et au théâtre, la popularité lui arrive réellement lorsqu'il joue le rôle de Borja, le chef sauvage de la série télévisuelle Médecin de famille.
Plus tard, sa participation au film Lundi au soleil, de Fernando Leon d'Aranoa, lui a valu un Prix Goya.
Sa filmographie inclut des films comme L'amour nuit sérieusement à la santé, Quand tu retourneras à mes côtés, Ouvre les yeux, La Nuit du frère, Elsa et Fred, Heures de lumière et Les Tournesols des aveugles.
À la télévision, il participe à la télécomédie galicienne de la TVG. Il eut aussi des collaborations dans des séries à succès comme Hopital Central, Le Commissaire, Les Policiers, Dans le cœur de la rue, Sept Vies, ou encore Un pas en avant (dans ce dernier, il joua aux côtés de Miguel Ángel Muñoz).

## Filmographie
- 1983 : Occhei, occhei, de Claudia Florio
- 1983 : Un arrivo, de Dominique De Fazio
- 1985 : El clarinete, de Eusebio Lázaro
- 1985 : Juke box, de Carlo Carlei et Enzo Civitareale
- 1991 : La fuente de la edad, de Julio Sánchez Valdés
- 1993 : El Joven Picasso (Le Jeune Picasso), de Juan Antonio Bardem
- 1993 : Rosa rosae, de Fernando Colomo : Peintre
- 1996 : Lucrecia, de Mariano Barroso (TV)
- 1996 : El amor perjudica seriamente la salud (L'amour nuit sérieusement à la santé), de Manuel Gómez Pereira : Mozo
- 1997 : Carreteras secundarias, d'Emilio Martínez Lázaro : inspecteur de police
- 1997 : Abre los ojos (Ouvre les yeux), d'Alejandro Amenábar : policier
- 1999 : Cuando vuelvas a mi lado (Quand tu retourneras à mes côtés), de Gracia Querejeta : docteur
- 2002 : Salvaje, de Joaquín Llamas : Xavier
- 2002 : Les lundis au soleil (Los lunes al sol), de Fernando León de Aranoa : Lino
- 2003 : Descongélate !, de Dunia Ayaso et Félix Sabroso : Producteur
- 2003 : Sin hogar, de Joaquín Llamas (TV) : Docteur Soria
- 2004 : En ninguna parte, de Miguel Ángel Cárcano : José
- 2004 : El soñador, d'Oskar Santos Gomez : Guillermo Rivas
- 2004 : Incautos, de Miguel Bardem : prêtre
- 2004 : Occhi di cristallo, d'Eros Puglielli : Frese
- 2004 : Horas de luz (Heures de lumière), de Manolo Matji : Chincheta
- 2005 : Elsa y Fred (Elsa et Fred), de Marcos Carnevale : Paco
- 2005 : La noche del hermano (La Nuit du frère), de Santiago García de Leániz : Boluda
- 2006 : Hotel Tívoli, d'Antón Reixa : Ernesto
- 2006 : La edad de la peseta, de Pavel Giroud : Don Ramón
- 2006 : G.A.L., de Miguel Courtois : José Broca
- 2007 : Diente por ojo, de Eivind Holmboe
- 2008 : Cobardes, de José Corbacho et Juan Cruz
- 2008 : Los girasoles ciegos (Les Tournesols des aveugles), de José Luis Cuerda : Rector
- 2018 : Everybody Knows (Todos Lo Saben) : Jorge
- 2025 : Romería de Carla Simón

Télévision
Personnages fixes :
- 1987 : Lorca, muerte de un poeta, TVE
- 1988 : Gatos en el tejado, TVE
- 1989 : Os Outros feirantes, TVG
- 1990 : La forja de un rebelde, de Mario Camus, TVE
- 1995-1999 : Médico de familia, Telecinco : Borja Pradera
- 2000 : Ciudad Sur, Antena 3 : Santiago
- 2004 : Luisa Sanfelice : Dott. Cirillo
- 2006 : Films pour ne pas dormir : Regreso a Moira : Carlos
- 2007-2008 : Cuenta atrás, série policière : Molina
- 2008 : Futuro: 48 Horas, téléfilm

Personnages épisodiques :
- 1991 : Las chicas de hoy en día, TVE
- 1995 : Pratos combinados, TVG
- 2000 : Policías, en el corazón de la calle (Policiers, dans le cœur de la rue), Antena 3
- 2002 : El comisario, Telecinco
- 2002 : Siete Vidas, Telecinco : Directeur de la série
- 2002 : Hospital Central, Telecinco
- 2002-2004 : Un paso adelante, Antena 3 : Víctor Arenales (selon les épisodes)
- 2004 : Aquí no hay quien viva, Antena 3 : Joaquín Soto
- 2006 : Los simuladores, Cuatro : Varela

## Théâtre
- La fortuna y los ojos de los hombres
- Antígona entre muros
- La curva de la felicidad o la crisis de los 40...
- Edmond
- Partitura teatral
- El cartero de Neruda, 2005

## Distinctions

### 2003
- Nommé au prix Goya du meilleur espoir masculin pour  le film Les Lundis au soleil de Fernando León;
- Nommé pour le prix du Círculo de Escritores Cinematográficos pour le meilleur acteur secondaire dans le film Les Lundis au soleil de Fernando León.

### 2005
- nommé pour le prix du Círculo de Escritores Cinematográficos pour le meilleur acteur secondaire dans le film Les Heures de lumière.